# كورسيكيون
كورسيكيون (بالإنجليزية: Corsican people)‏ وهم الأشخاص ألذين تنحدر أصولهم من جزيرة كورسيكا في فرنسا ويبلغ عددهم في العالم حوالي مليون نسمة منهم 290 ألف في كورسيكا وحوالي 800 ألف منتشرين في باقي مناطق فرنسا، لغتهم الأصلية هي اللغة الكورسيكية لكن أغلبهم حالياً يتكلمون باللغة الفرنسية ومنهم من يتكلمون باللغة الليغورية ويدين أغلبهم بالرومانية الكاثوليكية.